# This Is Going to Hurt
This Is Going to Hurt è una miniserie televisiva britannica del 2022, basata sul libro autobiografico di Le farò un po' male. Diario tragicomico di un medico alle prime armi di Adam Kay. La serie è stata prodotta e distribuita dalla BBC.

## Trama
Londra, 2006. Adam Key è un giovane medico che lavora nel reparto di ostetricia e ginecologia di un ospedale pubblico prossimo al collasso e le sue difficoltà professionali e personali riflettono la crisi del National Health Service.

## Episodi
| Stagione       | Episodi | Prima TV originale | Prima TV Italia |
| -------------- | ------- | ------------------ | --------------- |
| Prima stagione | 7       | 2022               | 2022            |

## Personaggi e interpreti
- Adam Kay, interpretato da Ben Whishaw, doppiato da Emiliano Coltorti.
- Shruti Acharya, interpretata da Ambika Mod, doppiata da Emanuela Ionica.
- Nigel Lockhart, interpretato da Alex Jennings, doppiato da Luca Biagini.
- Tracy, interpretata da Michele Austin, doppiata da Manuela Cenciarelli.
- Harry Muir, interpretato da Rory Fleck-Byrne, doppiato da Stefano Crescentini.
- Vicky Houghton, interpretato da Ashley McGuire, doppiato da Anna Cugini.

## Produzione
Nel giugno 2020 è stato annunciato che Ben Whishaw avrebbe interpretato il protagonista nell'adattamento televisivo di libro di Adam Key. Le riprese si sono svolte in studio tra il febbraio e il giugno 2021, mentre per gli esterni è stato usato l'ospedale di Ealing a Londra.

## Distribuzione
I sette episodi sono stati distribuiti dalla BBC One dall'8 febbraio al 22 marzo 2022, mentre in Italia la serie è stata pubblicata da Disney+ il 26 ottobre dello stesso anno.

## Accoglienza
La miniserie è stata accolta molto positivamente dalla critica. L'aggregatore di recensioni Rotten Tomatoes riporta il 94% di recensioni positive con un punteggio medio di 8,9 basato su 36 recensioni. The Guardian l'ha inserita al decimo posto nella lista delle cinquanta migliori serie televisive del 2022.